# ژول دی بیشوپ
ژول دی بیشوپ (فرانسوی: Jules De Bisschop‎؛ ۵ فوریه ۱۸۷۹ – ۲۱ دسامبر ۱۹۵۴) قایقران روئینگ اهل بلژیک بود.
وی در مسابقات کشوری و بین‌المللی در مجموع برندهٔ ۳ مدال طلا، ۱ مدال نقره شده‌است.